# Завосина
Завосина (укр. Завосина) — село в Дубриничско-Малоберезнянской сельской общине Ужгородского района Закарпатской области Украины.
Население по переписи 2001 года составляло 193 человека. Почтовый индекс — 89040. Телефонный код — 03135. Занимает площадь 2,178 км². Код КОАТУУ — 2120883602.